# Metaphidippus tropicus
Metaphidippus tropicus là một loài nhện trong họ Salticidae.
Loài này thuộc chi Metaphidippus. Metaphidippus tropicus được Elizabeth Maria Gifford Peckham & George William Peckham miêu tả năm 1901.